# Умерена континентална клима
На просторима умерене континенталне климе количина падавина опада ка унутрашњости континента и ка северу. Умерену континенталну климу одликују оштре зиме и постојан снежни покривач. Зими су многи дани с мразом, пролеће је кратко и рано наступа, јесени су благе, а лето топло и влажно. Доминира у унутрашњости континента. Ова клима се разликује од континенталне по количини падавина; у областима у којима влада умерена континентална клима је већа количина падавина.